# Springer (tank)
De Sd.Kfz. 304 Mittlerer Ladungsträger Springer was een op afstand bestuurbaar rupsbandvoertuig gebouwd door de Duitsers in de Tweede Wereldoorlog. De Springer bevatte 330 kg springstof. Er werden er circa vijftig van geproduceerd.